# فرودگاه برون شهری تولدو
فرودگاه برون شهری تولدو (به انگلیسی: Toledo Suburban Airport) یک فرودگاه همگانی باربری است که یک باند فرود آسفالت دارد و طول باند آن ۱۴۷۹ متر است. این فرودگاه در کشور ایالات متحده آمریکا قرار دارد و در ارتفاع ۲۰۴ متری از سطح دریا واقع شده‌است.